# Stara Vas
Stara Vas – wieś w Chorwacji, w żupanii zadarskiej, w mieście Pag. W 2011 roku liczyła 90 mieszkańców.